# Sathonay-Village
Sathonay-Village és un municipi francès, situat a la metròpoli de Lió i a la regió de Alvèrnia - Roine-Alps. L'any 2007 tenia 1.870 habitants.

## Demografia

### Població
El 2007 la població de fet de Sathonay-Village era de 1.870 persones. Hi havia 624 famílies de les quals 95 eren unipersonals (32 homes vivint sols i 63 dones vivint soles), 182 parelles sense fills, 296 parelles amb fills i 51 famílies monoparentals amb fills.
La població ha evolucionat segons el següent gràfic:
Habitants censats

### Habitatges
El 2007 hi havia 655 habitatges, 638 eren l'habitatge principal de la família, 4 eren segones residències i 13 estaven desocupats. 577 eren cases i 75 eren apartaments. Dels 638 habitatges principals, 551 estaven ocupats pels seus propietaris, 78 estaven llogats i ocupats pels llogaters i 9 estaven cedits a títol gratuït; 2 tenien una cambra, 25 en tenien dues, 52 en tenien tres, 149 en tenien quatre i 410 en tenien cinc o més. 544 habitatges disposaven pel capbaix d'una plaça de pàrquing. A 192 habitatges hi havia un automòbil i a 424 n'hi havia dos o més.

### Piràmide de població
La piràmide de població per edats i sexe el 2009 era:
| Homes | Edats   | Dones |
| ----- | ------- | ----- |
| 0     | 95 o +  | 0     |
| 0     | 90 a 94 | 0     |
| 4     | 85 a 89 | 0     |
| 0     | 80 a 84 | 4     |
| 8     | 75 a 79 | 12    |
| 12    | 70 a 74 | 12    |
| 36    | 65 a 69 | 24    |
| 36    | 60 a 64 | 40    |
| 44    | 55 a 59 | 56    |
| 76    | 50 a 54 | 92    |
| 76    | 45 a 49 | 56    |
| 76    | 40 a 44 | 80    |
| 60    | 35 a 39 | 72    |
| 64    | 30 a 34 | 64    |
| 24    | 25 a 29 | 12    |
| 40    | 20 a 24 | 52    |
| 92    | 15 a 19 | 76    |
| 100   | 10 a 14 | 68    |
| 64    | 5 a 9   | 72    |
| 40    | 0 a 4   | 52    |

## Economia
El 2007 la població en edat de treballar era de 1.236 persones, 879 eren actives i 357 eren inactives. De les 879 persones actives 849 estaven ocupades (431 homes i 418 dones) i 31 estaven aturades (18 homes i 13 dones). De les 357 persones inactives 101 estaven jubilades, 195 estaven estudiant i 61 estaven classificades com a «altres inactius».

### Ingressos
El 2009 a Sathonay-Village hi havia 650 unitats fiscals que integraven 1.898 persones, la mediana anual d'ingressos fiscals per persona era de 26.817,5 €.

### Activitats econòmiques
Dels 69 establiments que hi havia el 2007, 1 era d'una empresa extractiva, 1 d'una empresa de fabricació d'altres productes industrials, 11 d'empreses de construcció, 16 d'empreses de comerç i reparació d'automòbils, 2 d'empreses de transport, 4 d'empreses d'hostatgeria i restauració, 3 d'empreses d'informació i comunicació, 5 d'empreses financeres, 4 d'empreses immobiliàries, 15 d'empreses de serveis i 7 d'entitats de l'administració pública.
Dels 13 establiments de servei als particulars que hi havia el 2009, 2 eren tallers de reparació d'automòbils i de material agrícola, 1 guixaire pintor, 4 fusteries, 2 lampisteries, 1 electricista i 3 restaurants.
Dels 4 establiments comercials que hi havia el 2009, 1 era una gran superfície de material de bricolatge, 1 una botiga de material de revestiment de parets i terra, 1 un drogueria i 1 una floristeria.
L'any 2000 a Sathonay-Village hi havia 13 explotacions agrícoles que ocupaven un total de 198 hectàrees.

## Equipaments sanitaris i escolars
El 2009 hi havia una escola elemental.

## Poblacions més properes
El següent diagrama mostra les poblacions més properes.